# Équipe d'Allemagne de l'Ouest de football à la Coupe du monde 1990
L'équipe de RFA de football remporte la coupe du monde de football de 1990 sous la direction du Kaiser Franz Beckenbauer (entraîneur depuis 1984) et atteint à nouveau les sommets. C'est le dernier Mondial de la république fédérale avant la réunification et l'absorption des landers de l'Est par cette dernière. La sélection de Lothar Matthäus (Ballon d'or 1990) remporte sa troisième Coupe du monde en prenant sa revanche sur l'Argentine (1-0), qui l'avait battue quatre ans plus tôt en finale du Mundial mexicain.
A noter que la RFA a joué ses cinq premiers matchs à Milan au stade Giuseppe Meazza, sa demi-finale contre l'Angleterre se déroulant à Turin au Stadio delle Alpi, et la finale remportée à Rome au Stadio Olimpico.  
L'Allemagne devient le troisième vainqueur final à n'avoir jamais été mené au score tout au long du tournoi. L'Italie avait notamment réussi à réaliser avant elle une telle performance en 1938 et 1982.

## Qualification

### Résultats et classement du Groupe 4 (zone UEFA)
| Rang | Équipe               | Pts | J | G | N | P | Bp | Bc | Diff |  | Résultats (▼ dom., ► ext.) |     |     |     |     |
| ---- | -------------------- | --- | - | - | - | - | -- | -- | ---- |  | -------------------------- | --- | --- | --- | --- |
| 1    | Pays-Bas             | 10  | 6 | 4 | 2 | 0 | 8  | 3  | +5   |  | Pays-Bas                   |     | 1-1 | 3-0 | 1-0 |
| 2    | Allemagne de l'Ouest | 9   | 6 | 3 | 3 | 0 | 13 | 3  | +10  |  | Allemagne de l'Ouest       | 0-0 |     | 6-1 | 2-1 |
| 3    | Finlande             | 3   | 6 | 1 | 1 | 4 | 4  | 16 | -12  |  | Finlande                   | 0-1 | 0-4 |     | 1-0 |
| 4    | Pays de Galles       | 2   | 6 | 0 | 2 | 3 | 4  | 8  | -4   |  | Pays de Galles             | 1-2 | 0-0 | 2-2 |     |

## Effectif
L'attaquant du Borussia Dortmund Frank Mill n'a inscrit que deux buts en vingt quatre matchs au cours de la saison 1989-1990. Muet en équipe nationale en 17 sélections, il a pourtant été préféré par le sélectionneur au détriment d'attaquants bien plus prolifiques durant la saison écoulée comme Stefan Kuntz, Roland Wohlfarth ou Fritz Walter.

## Parcours en phase finale

### Premier tour - Groupe D

#### Première journée, contre la Yougoslavie
- 

Résumé de la rencontre

Au cours de ce premier match, Lothar Matthäus marque notamment le troisième but allemand sur un tir de 26 mètres dont la vitesse est estimée à 103 km/h. Il devient également durant cette partie le premier joueur dans l'histoire de la compétition à inscrire deux buts de chaque pied en un seul match tout en se situant à l'extérieur de la surface de réparation. La RFA se montre assez impressionnante, elle domine une équipe
de Yougoslavie considérée à cette époque comme l'une des meilleures sélections en Europe. Pour l'anecdote, deux des trois buteurs allemands, Matthaus et Klinsmann, évoluent à l'époque dans le championnat italien dans le club de l'Inter de Milan, et ont donc l'habitude de jouer dans le stade de Giuseppe Meazza dit aussi "San Siro", où l'Allemagne joue tous ses matchs du premier tour.

Feuille de match

| Titulaires :      |                   |     |
|                   |                   |     |
| 1                 | Bodo Illgner      |     |
| 2                 | Stefan Reuter     |     |
| 3                 | Andreas Brehme    |     |
| 5                 | Klaus Augenthaler |     |
| 6                 | Guido Buchwald    |     |
| 8                 | Thomas Häßler     | 75e |
| 9                 | Rudi Völler       |     |
| 10                | Lothar Matthäus   |     |
| 14                | Thomas Berthold   |     |
| 15                | Uwe Bein          | 75e |
| 18                | Jürgen Klinsmann  |     |
|                   |                   |     |
| Remplaçants :     |                   |     |
| 7                 | Pierre Littbarski | 75e |
| 17                | Andreas Möller    | 75e |
|                   |                   |     |
| Sélectionneur :   |                   |     |
| Franz Beckenbauer |                   |     |

| Titulaires :    |                   |     |
|                 |                   |     |
| 1               | Tomislav Ivković  |     |
| 3               | Predrag Spasić    |     |
| 4               | Zoran Vulić       |     |
| 5               | Faruk Hadžibegić  |     |
| 6               | Davor Jozić       |     |
| 8               | Safet Sušić       | 55e |
| 10              | Dragan Stojković  |     |
| 11              | Zlatko Vujović    |     |
| 13              | Srečko Katanec    |     |
| 18              | Mirsad Baljić     |     |
| 19              | Dejan Savićević   | 55e |
|                 |                   |     |
| Remplaçants :   |                   |     |
| 7               | Dragoljub Brnović | 55e |
| 15              | Robert Prosinečki | 55e |
|                 |                   |     |
| Sélectionneur : |                   |     |
| Ivan Osim       |                   |     |

| Titulaires :      |                   |     |
|                   |                   |     |
| 1                 | Bodo Illgner      |     |
| 2                 | Stefan Reuter     |     |
| 3                 | Andreas Brehme    |     |
| 5                 | Klaus Augenthaler |     |
| 6                 | Guido Buchwald    |     |
| 8                 | Thomas Häßler     | 75e |
| 9                 | Rudi Völler       |     |
| 10                | Lothar Matthäus   |     |
| 14                | Thomas Berthold   |     |
| 15                | Uwe Bein          | 75e |
| 18                | Jürgen Klinsmann  |     |
|                   |                   |     |
| Remplaçants :     |                   |     |
| 7                 | Pierre Littbarski | 75e |
| 17                | Andreas Möller    | 75e |
|                   |                   |     |
| Sélectionneur :   |                   |     |
| Franz Beckenbauer |                   |     |

| Titulaires :    |                   |     |
|                 |                   |     |
| 1               | Tomislav Ivković  |     |
| 3               | Predrag Spasić    |     |
| 4               | Zoran Vulić       |     |
| 5               | Faruk Hadžibegić  |     |
| 6               | Davor Jozić       |     |
| 8               | Safet Sušić       | 55e |
| 10              | Dragan Stojković  |     |
| 11              | Zlatko Vujović    |     |
| 13              | Srečko Katanec    |     |
| 18              | Mirsad Baljić     |     |
| 19              | Dejan Savićević   | 55e |
|                 |                   |     |
| Remplaçants :   |                   |     |
| 7               | Dragoljub Brnović | 55e |
| 15              | Robert Prosinečki | 55e |
|                 |                   |     |
| Sélectionneur : |                   |     |
| Ivan Osim       |                   |     |

#### Deuxième journée, contre les Émirats arabe unis
- 

Résumé de la rencontre

La sélection de Beckenbauer rencontre un adversaire plus faible lors de la seconde journée, les Émirats arabes unis, et en profite pour soigner sa différence de buts. Les joueurs du golfe encaissent un but de plus que les Yougoslaves au tableau d'affichage (5-1).

Feuille de match

| Titulaires :      |                   |     |
|                   |                   |     |
| 1                 | Bodo Illgner      |     |
| 2                 | Stefan Reuter     |     |
| 3                 | Andreas Brehme    |     |
| 5                 | Klaus Augenthaler |     |
| 6                 | Guido Buchwald    |     |
| 8                 | Thomas Häßler     |     |
| 9                 | Rudi Völler       |     |
| 10                | Lothar Matthäus   |     |
| 14                | Thomas Berthold   | 46e |
| 15                | Uwe Bein          |     |
| 18                | Jürgen Klinsmann  | 72e |
|                   |                   |     |
| Remplaçants :     |                   |     |
| 7                 | Pierre Littbarski | 46e |
| 17                | Karl-Heinz Riedle | 72e |
|                   |                   |     |
| Sélectionneur :   |                   |     |
| Franz Beckenbauer |                   |     |

| Titulaires :            |                       |     |
|                         |                       |     |
| 17                      | Muhsin Musabah        |     |
| 2                       | Khalil Ghanim         |     |
| 3                       | Ali Thani             |     |
| 6                       | Abdulrahman Mohamed   |     |
| 8                       | Khalid Ismaïl         | 82e |
| 10                      | Adnan Al-Talyani      |     |
| 12                      | Hussain Ghuloum       |     |
| 14                      | Nasir Khamees         |     |
| 15                      | Ibrahim Meer          | 86e |
| 19                      | Eissa Meer            |     |
| 20                      | Yousuf Hussain        |     |
|                         |                       |     |
| Remplaçants :           |                       |     |
| 7                       | Hassan Mohamed        | 82e |
| 15                      | Abdulrahman Al Haddad | 86e |
|                         |                       |     |
| Sélectionneur :         |                       |     |
| Carlos Alberto Parreira |                       |     |

| Titulaires :      |                   |     |
|                   |                   |     |
| 1                 | Bodo Illgner      |     |
| 2                 | Stefan Reuter     |     |
| 3                 | Andreas Brehme    |     |
| 5                 | Klaus Augenthaler |     |
| 6                 | Guido Buchwald    |     |
| 8                 | Thomas Häßler     |     |
| 9                 | Rudi Völler       |     |
| 10                | Lothar Matthäus   |     |
| 14                | Thomas Berthold   | 46e |
| 15                | Uwe Bein          |     |
| 18                | Jürgen Klinsmann  | 72e |
|                   |                   |     |
| Remplaçants :     |                   |     |
| 7                 | Pierre Littbarski | 46e |
| 17                | Karl-Heinz Riedle | 72e |
|                   |                   |     |
| Sélectionneur :   |                   |     |
| Franz Beckenbauer |                   |     |

| Titulaires :            |                       |     |
|                         |                       |     |
| 17                      | Muhsin Musabah        |     |
| 2                       | Khalil Ghanim         |     |
| 3                       | Ali Thani             |     |
| 6                       | Abdulrahman Mohamed   |     |
| 8                       | Khalid Ismaïl         | 82e |
| 10                      | Adnan Al-Talyani      |     |
| 12                      | Hussain Ghuloum       |     |
| 14                      | Nasir Khamees         |     |
| 15                      | Ibrahim Meer          | 86e |
| 19                      | Eissa Meer            |     |
| 20                      | Yousuf Hussain        |     |
|                         |                       |     |
| Remplaçants :           |                       |     |
| 7                       | Hassan Mohamed        | 82e |
| 15                      | Abdulrahman Al Haddad | 86e |
|                         |                       |     |
| Sélectionneur :         |                       |     |
| Carlos Alberto Parreira |                       |     |

#### Troisième journée, contre la Colombie
- 

Résumé de la rencontre

Déjà qualifiés avec quatre points en deux matchs, les joueurs allemands, apparaissent démobilisés contre la Colombie, ce qui a pour conséquence d'énerver leur sélectionneur sur le banc de touche. Un journaliste dira avec humour "aurait-on mis du somnifère dans leur bière ?" Sans Brehme suspendu, ils se contentent de gérer la rencontre et concèdent le match nul (1-1), suffisant pour conserver la première place du groupe.

Feuille de match

| Titulaires :      |                   |     |
|                   |                   |     |
| 1                 | Bodo Illgner      |     |
| 2                 | Stefan Reuter     |     |
| 5                 | Klaus Augenthaler |     |
| 6                 | Guido Buchwald    |     |
| 8                 | Thomas Häßler     | 87e |
| 9                 | Rudi Völler       |     |
| 10                | Lothar Matthäus   |     |
| 14                | Thomas Berthold   |     |
| 15                | Uwe Bein          | 46e |
| 18                | Jürgen Klinsmann  |     |
| 19                | Hans Pflügler     |     |
|                   |                   |     |
| Remplaçants :     |                   |     |
| 7                 | Pierre Littbarski | 46e |
| 17                | Olaf Thon         | 87e |
|                   |                   |     |
| Sélectionneur :   |                   |     |
| Franz Beckenbauer |                   |     |

| Titulaires :       |                       |  |
|                    |                       |  |
| 1                  | René Higuita          |  |
| 2                  | Andrés Escobar        |  |
| 3                  | Gildardo Gómez        |  |
| 4                  | Luis Fernando Herrera |  |
| 7                  | Carlos Estrada        |  |
| 8                  | Gabriel Gómez         |  |
| 10                 | Carlos Valderrama     |  |
| 14                 | Leonel Álvarez        |  |
| 15                 | Luis Carlos Perea     |  |
| 19                 | Freddy Rincón         |  |
| 20                 | Luis Fajardo          |  |
|                    |                       |  |
| Sélectionneur :    |                       |  |
| Francisco Maturana |                       |  |

| Titulaires :      |                   |     |
|                   |                   |     |
| 1                 | Bodo Illgner      |     |
| 2                 | Stefan Reuter     |     |
| 5                 | Klaus Augenthaler |     |
| 6                 | Guido Buchwald    |     |
| 8                 | Thomas Häßler     | 87e |
| 9                 | Rudi Völler       |     |
| 10                | Lothar Matthäus   |     |
| 14                | Thomas Berthold   |     |
| 15                | Uwe Bein          | 46e |
| 18                | Jürgen Klinsmann  |     |
| 19                | Hans Pflügler     |     |
|                   |                   |     |
| Remplaçants :     |                   |     |
| 7                 | Pierre Littbarski | 46e |
| 17                | Olaf Thon         | 87e |
|                   |                   |     |
| Sélectionneur :   |                   |     |
| Franz Beckenbauer |                   |     |

| Titulaires :       |                       |  |
|                    |                       |  |
| 1                  | René Higuita          |  |
| 2                  | Andrés Escobar        |  |
| 3                  | Gildardo Gómez        |  |
| 4                  | Luis Fernando Herrera |  |
| 7                  | Carlos Estrada        |  |
| 8                  | Gabriel Gómez         |  |
| 10                 | Carlos Valderrama     |  |
| 14                 | Leonel Álvarez        |  |
| 15                 | Luis Carlos Perea     |  |
| 19                 | Freddy Rincón         |  |
| 20                 | Luis Fajardo          |  |
|                    |                       |  |
| Sélectionneur :    |                       |  |
| Francisco Maturana |                       |  |

#### Classement du groupe D
| Rang | Équipe               | Pts | J | G | N | P | Bp | Bc | Diff |
| ---- | -------------------- | --- | - | - | - | - | -- | -- | ---- |
| 1    | Allemagne de l'Ouest | 5   | 3 | 2 | 1 | 0 | 10 | 3  | +7   |
| 2    | Yougoslavie          | 4   | 3 | 2 | 0 | 1 | 6  | 5  | +1   |
| 3    | Colombie             | 3   | 3 | 1 | 1 | 1 | 3  | 2  | +1   |
| 4    | Émirats arabes unis  | 0   | 3 | 0 | 0 | 3 | 2  | 11 | -9   |

### Huitième de finale contre les Pays-Bas
- 

Résumé de la rencontre

Il y a beaucoup de tensions avant et pendant le match entre l'Allemagne et la Hollande. Un journaliste d'Amsterdam parle de "l'ennemi mortel allemand", tandis que Rudi Voeller juge les Néerlandais "champions de la mauvaise éducation".  Les hymnes des deux pays sont copieusement sifflés. Sur le terrain Rijkaard crache au visage de Rudi Voeller, l'arbitre décide d'expulser les deux acteurs ce qui a pour effet de désamorcer les tensions. En deuxième période, l'Allemagne prend logiquement le dessus, Klinsmann ouvre la marque puis Brehme d'un tir lobé donne un avantage décisif à la Nationalmannschaft. La sélection des "oranges" réduit la marque en toute fin de match par Ronald Koeman sur pénalty.
Du côté allemand, c'est la prestation de Jürgen Klinsmann qui a été la plus remarquée.

Feuille de match

| Titulaires :      |                   |     |
|                   |                   |     |
| 1                 | Bodo Illgner      |     |
| 2                 | Stefan Reuter     |     |
| 3                 | Andreas Brehme    |     |
| 4                 | Jürgen Kohler     |     |
| 5                 | Klaus Augenthaler |     |
| 6                 | Guido Buchwald    |     |
| 7                 | Pierre Littbarski |     |
| 9                 | Rudi Völler       |     |
| 10                | Lothar Matthäus   |     |
| 14                | Thomas Berthold   |     |
| 18                | Jürgen Klinsmann  | 77e |
|                   |                   |     |
| Remplaçants :     |                   |     |
| 13                | Karl-Heinz Riedle | 77e |
|                   |                   |     |
| Sélectionneur :   |                   |     |
| Franz Beckenbauer |                   |     |

| Titulaires :    |                    |     |
|                 |                    |     |
| 1               | Hans van Breukelen |     |
| 2               | Berry van Aerle    | 66e |
| 3               | Frank Rijkaard     |     |
| 4               | Ronald Koeman      |     |
| 5               | Adri van Tiggelen  |     |
| 6               | Jan Wouters        |     |
| 9               | Marco Van Basten   |     |
| 10              | Ruud Gullit        |     |
| 11              | Richard Witschge   |     |
| 14              | John van 't Schip  | 78e |
| 20              | Aron Winter        |     |
|                 |                    |     |
| Remplaçants :   |                    |     |
| 12              | Wim Kieft          | 66e |
| 17              | Hans Gillhaus      | 78e |
|                 |                    |     |
| Sélectionneur : |                    |     |
| Leo Beenhakker  |                    |     |

| Titulaires :      |                   |     |
|                   |                   |     |
| 1                 | Bodo Illgner      |     |
| 2                 | Stefan Reuter     |     |
| 3                 | Andreas Brehme    |     |
| 4                 | Jürgen Kohler     |     |
| 5                 | Klaus Augenthaler |     |
| 6                 | Guido Buchwald    |     |
| 7                 | Pierre Littbarski |     |
| 9                 | Rudi Völler       |     |
| 10                | Lothar Matthäus   |     |
| 14                | Thomas Berthold   |     |
| 18                | Jürgen Klinsmann  | 77e |
|                   |                   |     |
| Remplaçants :     |                   |     |
| 13                | Karl-Heinz Riedle | 77e |
|                   |                   |     |
| Sélectionneur :   |                   |     |
| Franz Beckenbauer |                   |     |

| Titulaires :    |                    |     |
|                 |                    |     |
| 1               | Hans van Breukelen |     |
| 2               | Berry van Aerle    | 66e |
| 3               | Frank Rijkaard     |     |
| 4               | Ronald Koeman      |     |
| 5               | Adri van Tiggelen  |     |
| 6               | Jan Wouters        |     |
| 9               | Marco Van Basten   |     |
| 10              | Ruud Gullit        |     |
| 11              | Richard Witschge   |     |
| 14              | John van 't Schip  | 78e |
| 20              | Aron Winter        |     |
|                 |                    |     |
| Remplaçants :   |                    |     |
| 12              | Wim Kieft          | 66e |
| 17              | Hans Gillhaus      | 78e |
|                 |                    |     |
| Sélectionneur : |                    |     |
| Leo Beenhakker  |                    |     |

### Quart de finale contre la Tchécoslovaquie
- 

Résumé de la rencontre

L'Allemagne s'impose sur le plus petit des scores contre la Tchécoslovaquie, et accède au dernier carré pour la neuvième fois en douze participations. C'est la première fois depuis le début du tournoi que la défense allemande ne prend pas de but. Jouant 70 minutes collectif les joueurs de Franz Beckenbauer se laissent aller en fin de match après l'expulsion de Ľubomír Moravčík à des tentatives plus individuelles, Riedle, Littbarski, et Klinsmann perdant notamment beaucoup de ballons. La "Nationalmannschaft" a surtout montré une très bonne solidité défensive.

Feuille de match

| Titulaires :      |                   |     |
|                   |                   |     |
| 1                 | Bodo Illgner      |     |
| 3                 | Andreas Brehme    |     |
| 4                 | Jürgen Kohler     |     |
| 5                 | Klaus Augenthaler |     |
| 6                 | Guido Buchwald    |     |
| 7                 | Pierre Littbarski |     |
| 10                | Lothar Matthäus   |     |
| 13                | Karl-Heinz Riedle |     |
| 14                | Thomas Berthold   |     |
| 15                | Uwe Bein          | 82e |
| 18                | Jürgen Klinsmann  |     |
|                   |                   |     |
| Remplaçants :     |                   |     |
| 17                | Andreas Möller    | 82e |
|                   |                   |     |
| Sélectionneur :   |                   |     |
| Franz Beckenbauer |                   |     |

| Titulaires :    |                  |     |
|                 |                  |     |
| 1               | Jan Stejskal     |     |
| 3               | Miroslav Kadlec  |     |
| 4               | Ivan Hašek       |     |
| 5               | Ján Kocian       |     |
| 6               | František Straka |     |
| 7               | Michal Bílek     | 67e |
| 8               | Jozef Chovanec   |     |
| 9               | Luboš Kubík      | 80e |
| 10              | Tomáš Skuhravý   |     |
| 11              | Ľubomír Moravčík |     |
| 17              | Ivo Knoflíček    |     |
|                 |                  |     |
| Remplaçants :   |                  |     |
| 19              | Stanislav Griga  | 80e |
| 20              | Václav Němeček   | 67e |
|                 |                  |     |
| Sélectionneur : |                  |     |
| Jozef Vengloš   |                  |     |

| Titulaires :      |                   |     |
|                   |                   |     |
| 1                 | Bodo Illgner      |     |
| 3                 | Andreas Brehme    |     |
| 4                 | Jürgen Kohler     |     |
| 5                 | Klaus Augenthaler |     |
| 6                 | Guido Buchwald    |     |
| 7                 | Pierre Littbarski |     |
| 10                | Lothar Matthäus   |     |
| 13                | Karl-Heinz Riedle |     |
| 14                | Thomas Berthold   |     |
| 15                | Uwe Bein          | 82e |
| 18                | Jürgen Klinsmann  |     |
|                   |                   |     |
| Remplaçants :     |                   |     |
| 17                | Andreas Möller    | 82e |
|                   |                   |     |
| Sélectionneur :   |                   |     |
| Franz Beckenbauer |                   |     |

| Titulaires :    |                  |     |
|                 |                  |     |
| 1               | Jan Stejskal     |     |
| 3               | Miroslav Kadlec  |     |
| 4               | Ivan Hašek       |     |
| 5               | Ján Kocian       |     |
| 6               | František Straka |     |
| 7               | Michal Bílek     | 67e |
| 8               | Jozef Chovanec   |     |
| 9               | Luboš Kubík      | 80e |
| 10              | Tomáš Skuhravý   |     |
| 11              | Ľubomír Moravčík |     |
| 17              | Ivo Knoflíček    |     |
|                 |                  |     |
| Remplaçants :   |                  |     |
| 19              | Stanislav Griga  | 80e |
| 20              | Václav Němeček   | 67e |
|                 |                  |     |
| Sélectionneur : |                  |     |
| Jozef Vengloš   |                  |     |

### Demi-finale contre l'Angleterre
- 

Résumé de la rencontre

En demi-finale l'Allemagne affiche des signes de fatigue et se fait accrocher par l'Angleterre jusqu'au bout de la prolongation. Les allemands ouvrent pourtant le score par Brehme sur un coup franc détourné par l'anglais Paul Parker qui trompe son gardien Peter Shilton en modifiant la trajectoire. Mais Lineker égalise à dix minutes de la fin du temps règlementaire. Les Allemands obtiennent la qualification pour la finale aux tirs au but, grâce à quatre tirs réussis sur quatre tentatives, tandis que les anglais Pierce et Waddle échouent. À noter la bonne performance de Thomas Häßler qui confirme une bonne prestation d'ensemble dans cette compétition.

Feuille de match

| Titulaires :      |                   |     |
|                   |                   |     |
| 1                 | Bodo Illgner      |     |
| 3                 | Andreas Brehme    |     |
| 4                 | Jürgen Kohler     |     |
| 5                 | Klaus Augenthaler |     |
| 6                 | Guido Buchwald    |     |
| 8                 | Thomas Häßler     | 67e |
| 9                 | Rudi Völler       | 38e |
| 10                | Lothar Matthäus   |     |
| 14                | Thomas Berthold   |     |
| 18                | Jürgen Klinsmann  |     |
| 20                | Olaf Thon         |     |
|                   |                   |     |
| Remplaçants :     |                   |     |
| 2                 | Stefan Reuter     | 67e |
| 13                | Karl-Heinz Riedle | 38e |
|                   |                   |     |
| Sélectionneur :   |                   |     |
| Franz Beckenbauer |                   |     |

| Titulaires :    |                 |     |
|                 |                 |     |
| 1               | Peter Shilton   |     |
| 3               | Stuart Pearce   |     |
| 5               | Des Walker      |     |
| 6               | Terry Butcher   | 70e |
| 8               | Chris Waddle    |     |
| 9               | Peter Beardsley |     |
| 10              | Gary Lineker    |     |
| 12              | Paul Parker     |     |
| 14              | Mark Wright     |     |
| 17              | David Platt     |     |
| 19              | Paul Gascoigne  |     |
|                 |                 |     |
| Remplaçants :   |                 |     |
| 20              | Trevor Steven   | 70e |
|                 |                 |     |
| Sélectionneur : |                 |     |
| Bobby Robson    |                 |     |

| Titulaires :      |                   |     |
|                   |                   |     |
| 1                 | Bodo Illgner      |     |
| 3                 | Andreas Brehme    |     |
| 4                 | Jürgen Kohler     |     |
| 5                 | Klaus Augenthaler |     |
| 6                 | Guido Buchwald    |     |
| 8                 | Thomas Häßler     | 67e |
| 9                 | Rudi Völler       | 38e |
| 10                | Lothar Matthäus   |     |
| 14                | Thomas Berthold   |     |
| 18                | Jürgen Klinsmann  |     |
| 20                | Olaf Thon         |     |
|                   |                   |     |
| Remplaçants :     |                   |     |
| 2                 | Stefan Reuter     | 67e |
| 13                | Karl-Heinz Riedle | 38e |
|                   |                   |     |
| Sélectionneur :   |                   |     |
| Franz Beckenbauer |                   |     |

| Titulaires :    |                 |     |
|                 |                 |     |
| 1               | Peter Shilton   |     |
| 3               | Stuart Pearce   |     |
| 5               | Des Walker      |     |
| 6               | Terry Butcher   | 70e |
| 8               | Chris Waddle    |     |
| 9               | Peter Beardsley |     |
| 10              | Gary Lineker    |     |
| 12              | Paul Parker     |     |
| 14              | Mark Wright     |     |
| 17              | David Platt     |     |
| 19              | Paul Gascoigne  |     |
|                 |                 |     |
| Remplaçants :   |                 |     |
| 20              | Trevor Steven   | 70e |
|                 |                 |     |
| Sélectionneur : |                 |     |
| Bobby Robson    |                 |     |

### Finale contre l'Argentine
- 

#### Résumé de la rencontre
Cette finale est peu spectaculaire et déçoit une majorité des observateurs. La tension et la peur s'installe entre les deux équipes aux profils très différents. L'Argentine n'a en effet pas les moyens de prendre le jeu à son compte et n'a, pour espérer conserver le trophée, d'autre ambition que de tenir jusqu'aux tirs au but comme lors des deux tours précédents où son gardien Goycochea avait fait des miracles. La RFA de son côté a fait un parcours bien plus brillant et est donnée largement favorite. Elle craint cependant d'échouer en finale une troisième fois d'affilée après 1982 et 1986 et est donc sous pression. Malgré la domination ouest-allemande, la première période est vide de toute occasion franche. Après le repos les choses évoluent un peu, les Allemands sont de plus en plus pressants et se créent trois occasions nettes. Juste avant l'heure de jeu l'arbitre aurait pu leur accorder un pénalty. Les Argentins, fidèles à un système de jeu qui a bien fonctionné en première mi-temps, restent regroupés en défense et multiplient les fautes. Ils se retrouvent réduits à dix à la suite de l'exclusion de Monzon pour un tacle illicite sur Klinsmann.
Un pénalty, vivement contesté par les joueurs argentins, est accordé aux Allemands à neuf minutes de la fin pour une faute de Sensini qui a accroché Voeller dans la surface. Brehme transforme la sentence et donne un avantage logique à l'équipe allemande. Dépassés par les évènements les Argentins s'énervent de plus en plus et quelques minutes plus tard un autre joueur, Dezotti, est à son tour expulsé. La RFA, finaliste malheureuse en 1982 et 1986, s'impose finalement 1-0 et remporte un troisième titre mondial. Bodo Illgner est le premier gardien dans l'histoire à garder ses cages inviolées en finale de Coupe du monde, il est aussi le plus jeune portier titularisé en finale depuis 1930.

#### Feuille de match
| Titulaires :      |                   |     |
|                   |                   |     |
| 1                 | Bodo Illgner      |     |
| 3                 | Andreas Brehme    |     |
| 4                 | Jürgen Kohler     |     |
| 5                 | Klaus Augenthaler |     |
| 6                 | Guido Buchwald    |     |
| 7                 | Pierre Littbarski |     |
| 8                 | Thomas Hässler    |     |
| 9                 | Rudi Völler       |     |
| 10                | Lothar Matthäus   |     |
| 14                | Thomas Berthold   | 73e |
| 18                | Jürgen Klinsmann  |     |
|                   |                   |     |
| Remplaçants :     |                   |     |
| 2                 | Stefan Reuter     | 73e |
|                   |                   |     |
| Sélectionneur :   |                   |     |
| Franz Beckenbauer |                   |     |

| Titulaires :    |                  |     |
|                 |                  |     |
| 12              | Sergio Goycochea |     |
| 4               | José Basualdo    |     |
| 7               | Jorge Burruchaga | 53e |
| 9               | Gustavo Dezotti  |     |
| 10              | Diego Maradona   |     |
| 13              | Néstor Lorenzo   |     |
| 17              | Roberto Sensini  |     |
| 18              | José Serrizuela  |     |
| 19              | Oscar Ruggeri    | 46e |
| 20              | Juan Simón       |     |
| 21              | Pedro Troglio    |     |
|                 |                  |     |
| Remplaçants :   |                  |     |
| 15              | Pedro Monzón     | 46e |
| 6               | Gabriel Calderón | 53e |
|                 |                  |     |
| Sélectionneur : |                  |     |
| Carlos Bilardo  |                  |     |

| Titulaires :      |                   |     |
|                   |                   |     |
| 1                 | Bodo Illgner      |     |
| 3                 | Andreas Brehme    |     |
| 4                 | Jürgen Kohler     |     |
| 5                 | Klaus Augenthaler |     |
| 6                 | Guido Buchwald    |     |
| 7                 | Pierre Littbarski |     |
| 8                 | Thomas Hässler    |     |
| 9                 | Rudi Völler       |     |
| 10                | Lothar Matthäus   |     |
| 14                | Thomas Berthold   | 73e |
| 18                | Jürgen Klinsmann  |     |
|                   |                   |     |
| Remplaçants :     |                   |     |
| 2                 | Stefan Reuter     | 73e |
|                   |                   |     |
| Sélectionneur :   |                   |     |
| Franz Beckenbauer |                   |     |

| Titulaires :    |                  |     |
|                 |                  |     |
| 12              | Sergio Goycochea |     |
| 4               | José Basualdo    |     |
| 7               | Jorge Burruchaga | 53e |
| 9               | Gustavo Dezotti  |     |
| 10              | Diego Maradona   |     |
| 13              | Néstor Lorenzo   |     |
| 17              | Roberto Sensini  |     |
| 18              | José Serrizuela  |     |
| 19              | Oscar Ruggeri    | 46e |
| 20              | Juan Simón       |     |
| 21              | Pedro Troglio    |     |
|                 |                  |     |
| Remplaçants :   |                  |     |
| 15              | Pedro Monzón     | 46e |
| 6               | Gabriel Calderón | 53e |
|                 |                  |     |
| Sélectionneur : |                  |     |
| Carlos Bilardo  |                  |     |

## Les joueurs utilisés
| Joueurs           |    |    |    |    |    |     |    | Total minutes | Total                                      | Total                                                 |
| Gardiens de but   |    |    |    |    |    |     |    |               |                                            |                                                       |
| Bodo Illgner      | 90 | 90 | 90 | 90 | 90 | 120 | 90 | 660           | -                                          | -                                                     |
| Défenseurs        |    |    |    |    |    |     |    |               |                                            |                                                       |
| Thomas Berthold   | 90 | 46 | 90 | 90 | 90 | 120 | 73 | 599           | Carton jaune                               | -                                                     |
| Jürgen Kohler     | -  | -  | -  | 90 | 90 | 120 | 90 | 390           |                                            | -                                                     |
| Andreas Brehme    | 90 | 90 | -  | 90 | 90 | 120 | 90 | 570           | Carton jaune · Carton jaune · Carton jaune | But inscrit · But inscrit · But inscrit               |
| Klaus Augenthaler | 90 | 90 | 90 | 90 | 90 | 120 | 90 | 660           | -                                          | -                                                     |
| Guido Buchwald    | 90 | 90 | 90 | 90 | 90 | 120 | 90 | 660           | -                                          | -                                                     |
| Stefan Reuter     | 90 | 90 | 90 | 90 | -  | 53  | 17 | 430           | -                                          | -                                                     |
| Hans Pflügler     | -  | -  | 90 | -  | -  | -   | -  | 90            | -                                          | -                                                     |
| Milieux           |    |    |    |    |    |     |    |               |                                            |                                                       |
| Andreas Möller    | 15 | -  | -  | -  | 8  | -   | -  | 23            | -                                          | -                                                     |
| Thomas Häßler     | 75 | 90 | 87 | -  | -  | 67  | 90 | 409           | -                                          | -                                                     |
| Lothar Matthäus   | 90 | 90 | 90 | 90 | 90 | 120 | 90 | 660           | Carton jaune                               | But inscrit · But inscrit · But inscrit · But inscrit |
| Pierre Littbarski | 15 | 44 | 44 | 90 | 90 | -   | 90 | 373           | -                                          | But inscrit                                           |
| Uwe Bein          | 75 | 90 | 46 | -  | 82 | -   | -  | 293           | -                                          | But inscrit                                           |
| Olaf Thon         | -  | -  | 3  | -  | -  | 120 | -  | 123           | -                                          | -                                                     |
| Attaquants        |    |    |    |    |    |     |    |               |                                            |                                                       |
| Jurgen Klinsmann  | 90 | 72 | 90 | 77 | 90 | 120 | 90 | 629           | Carton jaune                               | But inscrit · But inscrit · But inscrit               |
| Rudi Völler       | 90 | 90 | 90 | 90 | -  | 38  | 90 | 488           | Carton jaune · Carton jaune · Carton rouge | But inscrit · But inscrit · But inscrit               |
| Karlheinz Riedle  | -  | 18 | -  | 13 | 90 | 82  | -  | 203           | -                                          | -                                                     |
| joueurs           |    |    |    |    |    |     |    | Total minutes | Total                                      | Total                                                 |

## Les buteurs
| Classement | Nom               | But(s) |
| 1          | Lothar Matthäus   | 4      |
| 2          | Jürgen Klinsmann  | 3      |
|            | Rudi Völler       | 3      |
|            | Andreas Brehme    | 3      |
| 3          | Pierre Littbarski | 1      |
|            | Uwe Bein          | 1      |